# Кёппель, Хорст
Хорст Кёппель (нем. Horst Köppel; род. 17 мая 1948, Штутгарт) — немецкий футболист, нападающий и полузащитник; тренер.

## Карьера игрока
В чемпионате ФРГ Кёппель выступал за «Штутгарт» и «Боруссию» (Мёнхенгладбах). С «Боруссией» он выигрывал чемпионство в 1970, 1971, 1975, 1976 и 1977 годах. В 1975 и 1979 годах Кёппель также выиграл с командой Кубок УЕФА.
В составе сборной ФРГ с 1968 по 1973 год Хорст Кёппель провёл 11 матчей и забил 2 гола. Также в составе сборной он стал чемпионом Европы по футболу 1972 года.

## Карьера тренера
18 мая 2005 года подписал контракт с мёнхенгладбахской «Боруссией». Сменил на этом посту Дика Адвоката. Спустя год 14 мая ушёл в отставку, принеся «Боруссии» 10 место в чемпионате. 5 августа 2006 года подписал контракт с саудовским клубом «Аль-Вахда», но 11 октября после четырёх игр (1 победа, 3 поражения) был отправлен в отставку. 26 апреля 2009 года возглавил клуб «Ингольштадт». На этом посту он сменил бывшего игрока «Баварии» Торстена Финка.

## Достижения
«Боруссия» (Мёнхенгладбах)
- Чемпион ФРГ (5): 1970, 1971, 1975, 1976, 1977
- Обладатель Кубка УЕФА (2): 1975, 1979
- Обладатель Суперкубка ФРГ (1): 1977
- Финалист Кубка европейских чемпионов (1): 1977
- Вице-чемпион ФРГ (2): 1974, 1978